# جبل حود (السياني)

تعديل مصدري - تعديل

جبل حود هي إحدى قرى عزلة هدفان بمديرية السياني التابعة لمحافظة إب، بلغ تعداد سكانها 736 نسمة حسب تعداد اليمن لعام 2004.